# Altella lucida
Espèce
Synonymes
- Lethia lucida Simon, 1874
- Lethia spinigera O. Pickard-Cambridge, 1881
- Altella bertkaui Wiehle, 1967

Altella lucida est une espèce d'araignées aranéomorphes de la famille des Argyronetidae.

## Répartition
Cette espèce se rencontre en Europe et en Turquie.

## Description
La carapace de la femelle holotype mesure 0,7 mm et l'abdomen 1 mm.
Les mâles mesurent de 1,3 à 1,5 mm et les femelles de 1,5 à 1,8 mm.

## Systématique et taxinomie
Cette espèce a été décrite sous le protonyme Lethia lucida par Simon en 1874. Elle est placée dans le genre Amphissa par O. Pickard-Cambridge en 1882. Amphissa O. Pickard-Cambridge, 1882 étant préoccupé par Amphissa Adams & Adams, 1853, il est remplacé par Altella par Simon en 1885.
Lethia spinigera a été placée en synonymie par Simon en 1914.
Altella bertkaui a été placée en synonymie par Lehtinen en 1967.

## Publication originale
- Simon, 1874 : Les arachnides de France, Paris, vol. 1, p. 1-272.